# (9445) Charpentier
(9445) Charpentier est un astéroïde de la ceinture principale.

## Description
(9445) Charpentier est un astéroïde de la ceinture principale. Il fut découvert le 8 mai 1997 à Prescott par Paul G. Comba. Il présente une orbite caractérisée par un demi-grand axe de 2,34 UA, une excentricité de 0,13 et une inclinaison de 2,1° par rapport à l'écliptique.

## Étymologie
Cet astéroïde est nommé en l'honneur du compositeur français Marc-Antoine Charpentier (1643-1704).

## Compléments